# Feminist Studies
Feminist Studies ist eine US-amerikanische akademische Fachzeitschrift für Frauenforschung. Die Redaktion hat ihren Sitz an der University of Maryland. Feminist Studies ist die älteste ununterbrochen publizierte Fachzeitschrift auf dem Gebiet der Frauenforschung in den Vereinigten Staaten.

## Themen
Die in der Zeitschrift publizierten Beiträge sind interdisziplinär und haben eine feministische Perspektive gemein. Sie zeichnen sich durch die Vielseitigkeit ihrer Gattungen aus (Forschungsartikel, Reviews, politische Kommentare, Interviews, gestalterische Arbeit). Häufig werden darin Gender-Aspekte mit Fragen der kulturellen Identität, sexuellen Orientierung, Einkommensfragen, geografischer Lokalisierung und körperlichem Vermögen oder Unvermögen verknüpft.

## Gründungsgeschichte
Bis in die späten 1960er Jahre nutzte die akademische Forschung über Frauengeschichte, Frauenforschung und Frauen in der Literaturwissenschaft lediglich empirische Herangehensweisen. Wegen dieser Unterbilanz in verschiedenen akademischen Disziplinen traten feministische Wissenschaftlerinnen 1969 zusammen, um eine Zeitschrift zu gründen, die als analytisches Forum dienen sollte.
Gründungsmitglieder waren die Women’s Liberation Group der Columbia University, Studentinnen des Sarah Lawrence College, das seit 1970 arbeitende MLA-Committee über den Status von Frauen in der Literaturwissenschaft  und feministische Aktivistinnen aus New York. Gemeinsam publizierte die Gruppe erstmals 1972 in New York ihre Essays und Paper in einer Zeitschrift, die sie Feminist Studies nannte. Die erste Herausgeberin, Ann Calderwood, finanzierte das Projekt bis 1977 aus eigener Tasche, sodass bis dahin nur wenige Ausgaben erscheinen konnten.
Im Zuge der rasant wachsenden Disziplin der Frauenforschung wurde das Journal im selben Jahr von einer Gruppe Akademikerinnen neu strukturiert und herausgegeben. Es fand seine neue Heimat an der University of Maryland, wo es Claire G. Moses, die über drei Jahrzehnte lang Chefredakteurin blieb, mit einer kleinen bezahlten Belegschaft fortan herausgab. Von der University of Maryland wurden der Zeitschrift im College Park Büroräume und eine kleine finanzielle Förderungen zur Verfügung gestellt. Die aktuelle Herausgeberin ist Ashwini Tambe. Feminist Studies ist Mitglied des internationalen Feminist Journals Network (FJN).